# Zorro álarca
A Zorro álarca (The Mask of Zorro) 1998-ban bemutatott amerikai kosztümös-romantikus kalandfilm, melyet Martin Campbell rendezett. A filmben a főszereplők Antonio Banderas, Anthony Hopkins és Catherine Zeta-Jones. A film a Tristar filmstúdióban készült.

## Cselekmény
A film története tulajdonképpen az 1974-es Zorro című film folytatása, melyben Alain Delon alakította a főszerepet.[forrás?]
Zorro, vagyis Don Diego de la Vega már középkorú férfi, de még mindig az igazság nevében harcol a spanyol Rafael Montero kormányzó ellen, aki Mexikó és Kalifornia szabadságát fenyegeti. A film az egyik sikeres akciójával kezdődik, amikor megakadályozza néhány helyi ellenálló kivégzését, ám közben ő is megsebesül. Miután sikerül kereket oldania, hazatér a feleségéhez és a kislányához, ám hamarosan Montero és az emberi toppannak be a házába. Ezt követően mindentől megfosztják, ami eddig fontos volt számára, és börtönbe zárják. 20 év raboskodás után azonban sikerül megszöknie, és a megvénült Zorrót nemsokára a szerencsétlen Alejandróval hozza össze a sors, akinek megadja a lehetőséget, hogy az utóda lehessen. Időközben visszatér Rafael Montero is a nevelt lányával, Elenával, akibe az újdonsült Zorro beleszeret, és akinek az igazi apja nem más, mint Don Diego de la Vega.

## Szereplők
| Szerep                                    | Színész              | Magyar hang     |
| ----------------------------------------- | -------------------- | --------------- |
| Alejandro Murrieta / Zorro                | Antonio Banderas     | Selmeczi Roland |
| Don Diego de la Vega / Zorro              | Sir Anthony Hopkins  | Sinkó László    |
| Don Rafael Montero                        | Stuart Wilson        | Várkonyi András |
| Elena Montero-de la Vega / Elena Murrieta | Catherine Zeta-Jones | Gubás Gabi      |
| Harrison Love kapitány                    | Matt Letscher        | Viczián Ottó    |
| Warden, a börtönfelügyelő                 | Maury Chaykin        | Horkai János    |
| Esperanza de la Vega                      | Julieta Rosen        | Götz Anna       |
| Don Luiz                                  | Tony Amendola        | Balázsi Gyula   |
| Háromujjú Jack                            | L.Q. Jones           | Pataki Imre     |
| Félnótás katona                           | David Villalpando    |                 |
| Joaquín Murrieta                          | Victor Rivers        | Széles Tamás    |
| Felipe atya                               | William Marquez      | Gruber Hugó     |
| Temetkezési vállalkozó                    | Paco Morayta         | Uri István      |
| Armando Garcia őrmester                   | José Pérez           | Besenczi Árpád  |

## A film történelmi összefüggései
- A Zorro-filmek hagyományos fikcióval dolgoznak, Kalifornia, vagy Mexikó történelme egészen másképp zajlott. A filmben Rafael Montero rabszolgamunkával kitermelt arannyal akarja Kalifornia egy részét megvásárolni a mexikói központi kormánytól, ahol saját magánállamát vezetheti. Az 1840-es években Mexikói más tartományaiban viszont történtek szeparatista megmozdulások és néhány rövidéletű köztársaságot kikiáltottak a Yucatán-félszigeten, vagy a Rio Grande folyó mentén (lásd: Yucatáni Köztársaság, Rio Grande-i Köztársaság). Mások kalandorakciót szerveztek, hogy darabokat hasítsanak ki az ingatag belső renddel bíró Mexikóból, mint William Walker amerikai kalandor. Néhány éven belül ezeket az államokat a mexikói hadsereg felszámolta.

## Díjak és jelölések
- Európai Filmdíj (1998) – Legjobb férfi alakítás közönségdíja: Antonio Banderas
- BAFTA-díj (1999) – Legjobb jelmeztervezés jelölés: Graciela Mazón
- Golden Globe-díj (1999) – Legjobb színész – zenés film és vígjáték kategória jelölés: Antonio Banderas
- Golden Globe-díj (1999) – Legjobb film – zenés film és vígjáték kategória jelölés
- Oscar-díj (1999) – Legjobb hangeffektusok jelölés